# Christian Flindt
Christian William Flindt (født 23. januar 1972) er en dansk arkitekt, uddannet fra Arkitektskolen Aarhus. Efter afslutningen af denne uddannelse studerede han i London og arbejdede som arkitekt i Melbourne og London, før han i 2003 oprettede egen virksomhed.Christian Flindt hører til avantgarden i nutidig dansk møbeldesign. Han udfordrer det traditionelle formsprog og har har designet en række stole, blandt andet glasfiberstolen Orchid. Desuden har han designet en serie lamper for Louis Poulsen
Christian Flindt bor på Frederiksberg sammen med sin kone og datter.